# سیمور (آیووا)
سیمور (به انگلیسی: Seymour) شهری در ایالت آیووا کشور ایالات متحده آمریکا است که جمعیت آن در سرشماری سال ۲۰۱۰ میلادی، ۷۰۱ نفر بوده‌است.